# Крольйо
Крольйо (італ. Croglio) —  колишня громада в Швейцарії в кантоні Тічино, округ Лугано. 2021 року громади Крольйо, Монтеджо, Понте-Треза і Сесса об'єдналися в громаду Треза.

## Географія
Місто розташоване на відстані близько 155 км на південний схід від Берна, 27 км на південний захід від Беллінцони.
Крольйо має площу 4,4 км², з яких на 16,3% дозволяється будівництво (житлове та будівництво доріг), 16,3% використовуються в сільськогосподарських цілях, 66,4% зайнято лісами, 0,9% не є продуктивними (річки, льодовики або гори).

## Демографія
2019 року в місті мешкало 858 осіб (-0,3% порівняно з 2010 роком), іноземців було 18,2%. Густота населення становила 195 осіб/км².
За віковим діапазоном населення розподілялося таким чином: 17,4% — особи молодші 20 років, 56,2% — особи у віці 20—64 років, 26,5% — особи у віці 65 років та старші. Було 402 помешкань (у середньому 2,1 особи в помешканні).
Із загальної кількості 963 працюючих 35 було зайнятих в первинному секторі, 430 — в обробній промисловості, 498 — в галузі послуг.